# Hugo Villamide Abelanda
Hugo Villamide Abelanda   (Montevideo, 26 de març de 1931 - Palma, 16 de juliol de 1989) fou un futbolista uruguaià de la dècada de 1950.

## Trajectòria
Va debutar amb només 13 anys a primera divisió al club Sportivo Miramar. Posteriorment jugà al CA Peñarol, on romangué fins a 1953. Romangué uns anys apartat del futbol fins que el 1955 fitxà pel Nacional.
L'any 1957 va ser fitxat pel RCD Espanyol, defensant els colors del club durant dues temporades, en les quals jugà 10 partits de lliga. El 1959 ingressà al RCD Mallorca, on fou protagonista del primer ascens del club a primera divisió. Es quedà a viure a Mallorca, jugant més tard al Club Esportiu Atlètic Balears i dedicant-se posteriorment a entrenar diversos equips balears, com els mateixos Mallorca i Atlètic Balears.
Amb la selecció uruguaiana jugà quatre partits i marcà un gol l'any 1950.